# خدمتکاری در منهتن (مجموعه تلویزیونی)
خدمتکاری در منهتن (اسپانیایی: Una Maid en Manhattan‎) یک تله‌نوولا آمریکایی به زبان اسپانیایی است که در سال ۲۰۱۱ منتشر شد. این سریال بر پایه فیلم خدمتکاری در منهتن با بازی جنیفر لوپز و ریف فاینز ساخته شد. از بازیگران این سریال می‌توان به لیتسی دومینگس، ونسا ویللا و تینا رومرو اشاره کرد.